# Землелаз аргентинський
Землелаз аргентинський (Tarphonomus certhioides) — вид горобцеподібних птахів родини горнерових (Furnariidae). Мешкає в Південній Америці.

## Опис
Довжина птаха становить 16 см, вага 18-31 г. Верхня частина тіла коричнева, лоб каштановий. Горло біле, нижня частина тіла каштанова, боки коричневі. Крила і хвіст каштанові. Дзьоб довгий, вигнутий, зверху темно-коричневий, знизу світло-роговий. Лапи темно-коричневі.

## Підвиди
Виділяють три підвиди:
- T. c. luscinia (Burmeister, 1860) — західна Аргентина (від Сан-Хуана, Ла-Ріохи і західної Кордови до Мендоси і північного Сан-Луїса);
- T. c. estebani (Wetmore & Peters, JL, 1949) — південь центральної Болівії, північна Аргентина (відд Жужуя і Катамарки до Чако і Кордови) і західний Парагвай;
- T. c. certhioides (d'Orbigny & Lafresnaye, 1838) — північно-східна Аргентина (від східної Формоси і центрального Коррієнтеса до східного Ріо-Негро і південно-західного Буенос-Айреса).

## Поширення і екологія
Аргентинські землелази мешкають в Болівії, Аргентині і Парагваї, у 2013 році спостерігалися в Бразилії, в Барра-ду-Куараї (крайній захід штату Ріу-Гранді-ду-Сул). Вони живуть у вологих саванах та в сухих тропічних лісах і чагарникових заростях Чако. Зустрічаються поодинці або парами, на висоті до 1800 м над рівнем моря. Живляться комахами, а також яйцями птахів. Сезон розмноження триває з вересня по лютий. Аргентинські землелази гніздяться в дуплах дерев, в розщелинах скель, в шпаківнях або в покинутих гніздах рудих горнеро, встелюють гнізда м'яким матеріалом. В кладці 3-4 зеленувато-блакитних яйця розміром 23×18 мм. Інкубаційний період триває 17-18 днів, пташенята покидають гніздо через 19-21 день після вилеплення. За ними доглядають і самиці, і самці. Аргентинські землелази іноді стають жертвами гніздового паразитизму синіх вашерів.